# Mékambo
Mékambo es una comuna gabonesa, chef-lieu del departamento de Zadié de la provincia de Ogooué-Ivindo.
En 2013 la comuna tenía una población de 6744 habitantes, de los cuales 3432 eran hombres y 3312 eran mujeres.
Los principales idiomas hablados son el mahongwé, el bekwel, el bougom y el kota. El área alberga importantes reservas de hierro. Entre 1994 y 1997, la localidad se hizo conocida internacionalmente por haber surgido aquí brotes de fiebre hemorrágica viral del Ébola.
Se ubica a orillas del río Zadié sobre la carretera N4, unos 120 km al noreste de la capital provincial Makokou, cerca de la frontera con la República del Congo.